# Javrezac
Javrezac ist eine französische Gemeinde mit 581 Einwohnern (Stand: 1. Januar 2022) im Département Charente. Sie gehört zum Arrondissement Cognac und zum Kanton Cognac-2. Die Einwohner nennen sich Javrezacais.

## Geografie
Javrezac liegt etwa zwei Kilometer nordwestlich des Stadtzentrums von Cognac. Der Fluss Antenne durchquert die Gemeinde. Die Nachbargemeinden von Javrezac sind Val-de-Cognac im Norden, Cognac im Osten und Süden sowie Saint-Laurent-de-Cognac im Westen.

## Bevölkerungsentwicklung
| Jahr                       | 1962 | 1968 | 1975 | 1982 | 1990 | 1999 | 2006 | 2019 |
| -------------------------- | ---- | ---- | ---- | ---- | ---- | ---- | ---- | ---- |
| Einwohner                  | 728  | 705  | 704  | 678  | 666  | 688  | 643  | 563  |
| Quellen: Cassini und INSEE |      |      |      |      |      |      |      |      |

## Sehenswürdigkeiten
- Kirche Saint-Pierre aus dem 12. Jahrhundert, Umbauten aus dem 15. und 19. Jahrhundert
- Wassermühle

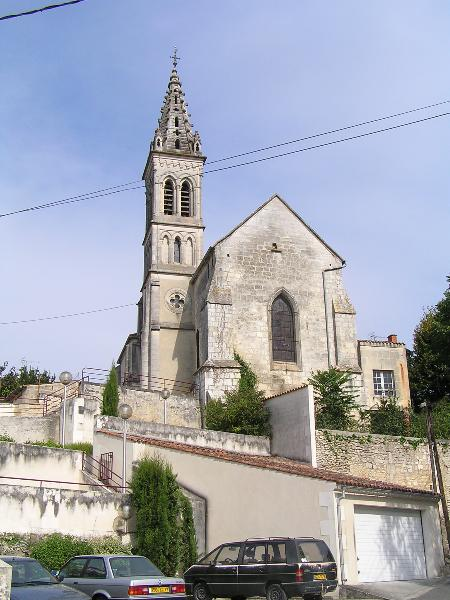
Kirche Saint-Pierre
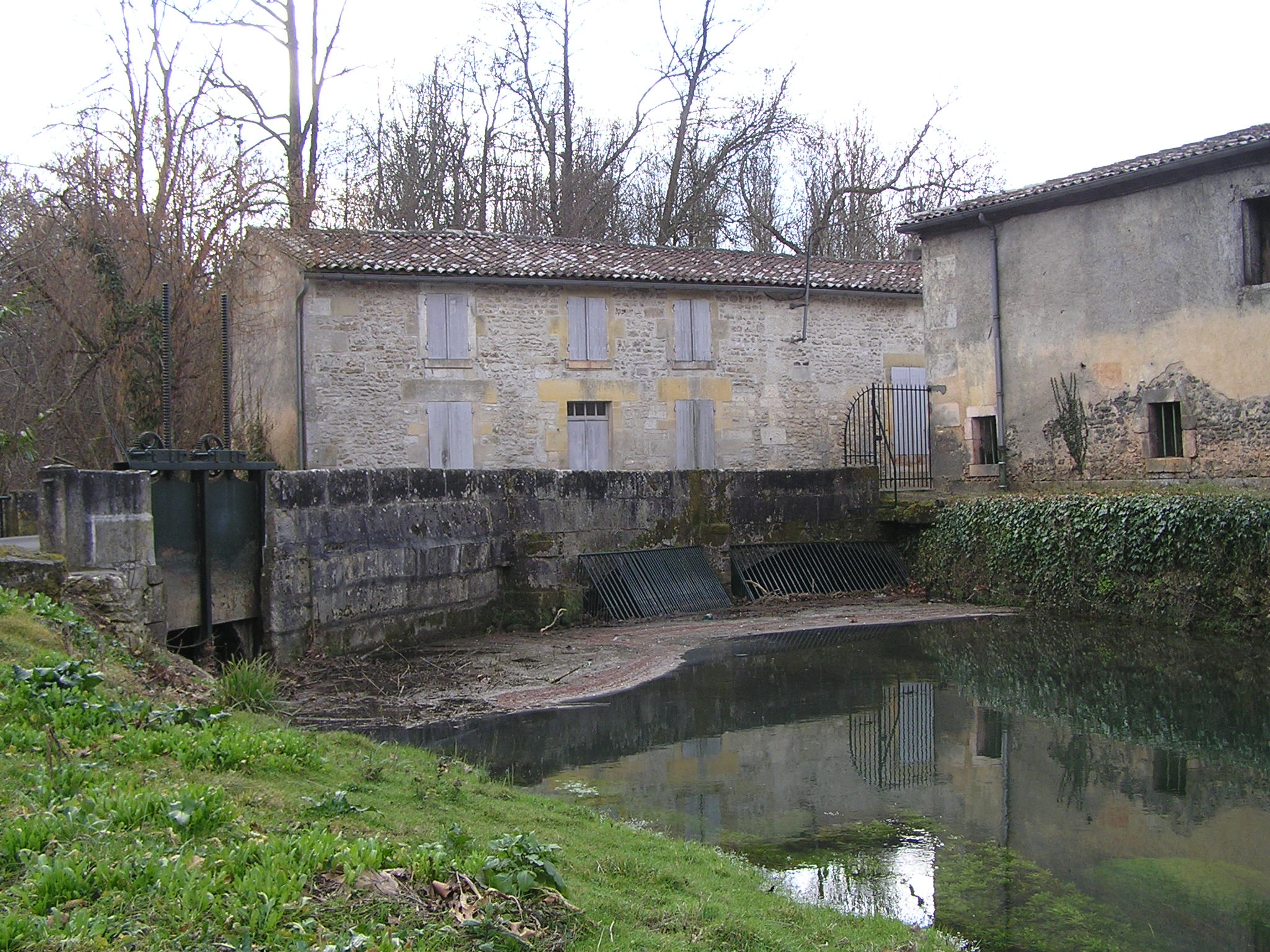
Wassermühle am Fluss Antenne

## Gemeindepartnerschaft
Mit der spanischen Gemeinde Sant Antoni de Vilamajor in der Provinz Barcelona (Katalonien) besteht eine Partnerschaft.